# Drosophila alani
Drosophila alani är en tvåvingeart som beskrevs av Pipkin 1964. Drosophila alani ingår i släktet Drosophila och familjen daggflugor.
Artens utbredningsområde är Panama.